# Juda ben Yehiel
Pour les articles homonymes, voir Messer Leon.
Juda ben Yehiel le médecin (hébreu : יהודה בן יחיאל הרופה Yehouda ben Yehiel HaRofè), dit Messer Leon est un rabbin, médecin et philosophe italien du XVe siècle (v. 1422 - v. 1498).

## Éléments biographiques
Juda ben Yehiel naît à Montecchio Maggiore, dans l'actuelle province de Vicence, en Vénétie. Fils d'un médecin, il étudie lui-même la médecine, tout en poursuivant un cursus juif traditionnel. Il est ordonné rabbin et diplômé médecin vers 23 ans. Selon une tradition, le titre honorifique de Messer (mio serro) lui est conféré par l'empereur Frédéric III, au cours de la première visite de l'empereur en Italie en 1452, peut-être afin de l'assigner à son service. Quant à son nom Leon, c'est un équivalent habituel de Juda, le lion étant l'emblème de la Tribu de Juda.
Messer Leon s'établit peu après 1452 comme rabbin à Ancône, et fonde une académie talmudique, où, suivant sa propre formation, il dispense un enseignement mixte, profane et traditionnel, de haut niveau. Il a été le maître du philosophe Yohanan Alemanno. 
Son académie le suivra lors de ses diverses pérégrinations en Italie au cours des quarante années suivantes. Sa pratique de la médecine lui assure une renommée supplémentaire. Entre 1456 et 1472, il vit à Padoue et Bologne, et semble avoir fréquenté les universités locales ; il aurait reçu le titre de Docteur à Padoue, en 1469. Après un bref séjour à Venise, où naît son fils David, il exerce le rabbinat à Mantoue. Il y entre en conflit avec son collègue, Joseph Colon, en conséquence de quoi tous deux sont expulsés de la ville en 1475.
En 1480, il s'établit à Naples, alors sous le règne accommodant de Ferdinand Ier. En 1495, un an après la mort de ce dernier, il est contraint de fuir avec son fils David pour échapper aux violentes émeutes qui suivent la capture de la ville par Charles VIII de France. Dans un document d'ordination délivré par David en 1499, celui-ci se réfère à son père comme déjà mort.

## Œuvre
Les travaux de Messer Leon, qui assimilent et incarnent l'approche intellectuelle des meilleures universités italiennes de l'époque, tout en les intégrant à la culture intellectuelle de la tradition juive, révèlent un hakham kolel (« sage général »), équivalent juif de l'esprit universel de la Renaissance. Outre des commentaires philosophiques pour un cercle privé, il est connu pour trois manuels à circulation plus large, qui traitent des trois sujets fondamentaux de l'éducation lors de la Renaissance, le trivium, à savoir la grammaire, la logique et la rhétorique.

### Commentaires philosophiques
Messer Leon a écrit des commentaires sur les grands classiques de la philosophie aristotélicienne, dont l’Organon, l’Éthique à Nicomaque et la Physique, ainsi que sur leur interprétation par Averroès. Il suit le style et la méthode des Scolastiques, composant à l'intention de ses étudiants des sefequot (« résumés ») sur les quæstiones (c'est-à-dire les points de contradiction textuelle apparente) débattues par la communauté académique italienne.
Le commentaire de Messer Leon sur le Vetus Logica a fait l'objet de la thèse d'Isaac Husik en 1906.

### Livnat hasappir,Mikhlal YofietNofet Tzoufim
Les trois sujets du trivium, à maîtriser avant toute étude supérieure, comme les sciences ou la médecine, ont fait l'objet de trois manuels, le Livnat hasappir (« Pierre de saphir ») sur la grammaire hébraïque, le Mikhlal Yofi (« Perfection de la beauté ») sur la logique, en 1455, et, surtout, le Nofet Tzoufim (Suc des rayons [de ruche]) sur la rhétorique. Imprimé par Abraham Conat de Mantoue en 1475-6, il s'agit du seul ouvrage publié par cet imprimeur du vivant de son auteur.
Comme la plupart des textes non-juifs contemporains, le Nofet Tzoufim s'appuie fortement sur les travaux de Cicéron et Quintilien, mais il s'en distingue en citant à l'appui de ces théories non pas les grands orateurs grecs, mais Moïse et les grandes figures bibliques. Selon Gotthard Deutsch, le livre poursuivait un double but : démontrer aux non-Juifs que les Juifs n'étaient pas dénués de sens littéraire, et aux Juifs que le judaïsme n'est pas hostile aux études profanes, car elles aideraient à mieux apprécier la littérature juive.
Le livre semble avoir eu un lectorat restreint, et n'a pas été réimprimé avant le XIXe siècle, ne s'adressant ou n'étant compris que par l'élite, mais il était fort apprécié au sein de ce cercle. Azaria di Rossi cite Messer Leon à l'appui de l'intérêt et la valeur des études profanes et Joseph Salomon Delmedigo recommande le livre au Karaïte Zerah ben Nathan de Troki.
Le livre a fait l'objet de nouvelles éditions, dont une traduite et commentée, en 1983.

### Voir
- Histoire des Juifs en Italie
- Histoire des Juifs à Ancône

## Sources
- Cet article contient des extraits de l'article « Messer, Leon (Judah ben Jehiel Rofe) » par Gotthard Deutsch de la Jewish Encyclopedia de 1901–1906 dont le contenu se trouve dans le domaine public.

- (en) Cet article est partiellement ou en totalité issu de l’article de Wikipédia en anglais intitulé « Judah Messer Leon » (voir la liste des auteurs).